# Monumentul Independenței din Tulcea
Monumentul Independenței din Tulcea este un monument istoric aflat pe teritoriul municipiului Tulcea.